# Armin Niederer
Armin Niederer (ur. 28 lutego 1987 r. w Wolfhalden) – szwajcarski narciarz dowolny specjalizujący się w skicrossie. W 2014 roku wystartował na igrzyskach olimpijskich w Soczi, gdzie zajął 7. miejsce. Był też między innymi siódmy podczas mistrzostw świata w Kreischbergu rok później. Najlepsze wyniki w Pucharze Świata osiągnął w sezonie 2012/2013, kiedy to zajął 8. miejsce w klasyfikacji generalnej, a w klasyfikacji skicrossu był drugi. Niederer zdobył także brązowy medal skicrossie podczas mistrzostw świata juniorów w Airolo w 2007 roku.

## Osiągnięcia

### Igrzyska olimpijskie
| Miejsce | Dzień     | Rok  | Miejscowość | Konkurencja | Zwycięzca             |
| ------- | --------- | ---- | ----------- | ----------- | --------------------- |
| 7.      | 20 lutego | 2014 | Soczi       | Skicross    | Jean Frédéric Chapuis |
| 5.      | 21 lutego | 2018 | Pjongczang  | Skicross    | Brady Leman           |

### Mistrzostwa świata
| Miejsce | Dzień       | Rok  | Miejscowość   | Konkurencja | Zwycięzca             |
| ------- | ----------- | ---- | ------------- | ----------- | --------------------- |
| 19.     | 2 marca     | 2009 | Inawashiro    | Skicross    | Andreas Matt          |
| 9.      | 4 lutego    | 2011 | Deer Valley   | Skicross    | Christopher Del Bosco |
| DNF     | 10 marca    | 2013 | Voss          | Skicross    | Jean Frédéric Chapuis |
| 7.      | 21 stycznia | 2015 | Kreischberg   | Skicross    | Filip Flisar          |
| 20.     | 18 marca    | 2017 | Sierra Nevada | Skicross    | Victor Öhling Norberg |

### Puchar Świata

#### Miejsca w klasyfikacji generalnej
- sezon 2006/2007: 151.
- sezon 2007/2008: 161.
- sezon 2008/2009: 36.
- sezon 2009/2010: 48.
- sezon 2010/2011: 37.
- sezon 2011/2012: 42.
- sezon 2012/2013: 8.
- sezon 2013/2014: 22.
- sezon 2014/2015: 67.
- sezon 2015/2016: 51.
- sezon 2016/2017: 27.
- sezon 2017/2018: 61.

#### Zwycięstwa w zawodach PŚ
1. Nakiska – 8 grudnia 2012 (skicross)
2. Val Thorens – 19 grudnia 2012 (skicross)
3. Watles – 14 stycznia 2017 (skicross)

#### Pozostałe miejsca na podium w zawodach PŚ
1. La Plagne – 20 marca 2009 (skicross) – 2. miejsce
2. Grasgehren – 29 stycznia 2011 (skicross) – 3. miejsce
3. Telluride – 13 grudnia 2012 (skicross) – 3. miejsce
4. Megève – 16 stycznia 2013 (skicross) – 3. miejsce
5. Åre – 17 marca 2013 (skicross) – 2. miejsce
6. Nakiska – 7 grudnia 2013 (skicross) – 2. miejsce
7. Åre – 15 marca 2014 (skicross) – 3. miejsce
8. Åre – 16 marca 2014 (skicross) – 3. miejsce
9. Nakiska – 6 grudnia 2014 (skicross) – 3. miejsce
10. Nakiska – 23 stycznia 2016 (skicross) – 2. miejsce
11. Watles – 15 stycznia 2017 (skicross) – 3. miejsce

- W sumie (3 zwycięstwa, 4 drugie i 7 trzecich miejsc).